# Hobo (casa discografica)
La Hobo è una casa discografica italiana nata nel 1994, fondata dal cantautore abruzzese Mimmo Locasciulli.

## Storia della Hobo
Già nel 1986 Locasciulli aveva creato un'azienda di produzioni musicali con questo nome; solo dopo qualche anno l'ha trasformata in vera e propria casa discografica.
Fin dagli inizi dell'attività, la Hobo, che ha sede a Roma, ha pubblicato oltre ai dischi di Locasciulli anche quelli di altri artisti, come Goran Kuzminac e Claudio Lolli.
Ha anche tentato il lancio di nuovi artisti, come Stefano Delacroix e Guido Elle.
Quasi tutti i dischi dell'etichetta sono stati registrati nello studio Hobo Recording, a Saracinesco, di proprietà di Locasciulli.
Per la distribuzione si è appoggiata alla Sony Music fino al 2002, e dal 2003 all'Egea Music, etichetta che solitamente si occupa di jazz.

## Dischi
La datazione qui riportata si basa sull'etichetta del disco o sulla copertina; qualora nessuno di questi elementi abbia una datazione, è basata sulla numerazione del catalogo.

### CD
| Numero di catalogo | Anno | Interprete        | Titoli                          |
| ------------------ | ---- | ----------------- | ------------------------------- |
| 4476764 2          | 1994 | Stefano Delacroix | Ribelli                         |
| 481520 2           | 1995 | Alessandro Haber  | Haberrante                      |
| 486699 2           | 1996 | Goran Kuzminac    | Fragole & pugnali               |
| 491285 2           | 1998 | Stefano Delacroix | La legge non vale               |
| 492536 2           | 1998 | Claudio Lolli     | Viaggio in Italia               |
| 497431 2           | 1999 | Alessandro Haber  | Qualcosa da dichiarare          |
| HOB 508388-2       | 2002 | Mimmo Locasciulli | Aria di famiglia                |
| HOB 515205-2       | 2004 | Mimmo Locasciulli | Piano piano                     |
| HOB 1200605        | 2006 | Mimmo Locasciulli | Sglobal                         |
| HOB 1801 CD        | 2018 | Mimmo Locasciulli | Cenere                          |
| HOB 2001 CD        | 2020 | Mimmo Locasciulli | 22 canzoni                      |
| HOB 2201 CD        | 2022 | Mimmo Locasciulli | Intorno a trentanni (Revisited) |